# Gare de Thiméon
La Gare de Thiméon (anciennement Azebois) est une ancienne halte ferroviaire belge de la ligne 119, de Luttre à Châtelet, située à Thiméon, section de la commune de Pont-à-Celles dans la province de Hainaut en région wallonne.
Elle est mise en service en 1891 par les chemins de fer de l'État belge. Elle est fermée au service des voyageurs en 1953 et au service des marchandises en 1985 par la Société nationale des chemins de fer belges (SNCB).
Le bâtiment voyageurs et les installations de la gare ont été totalement détruites pour laisser place au pont de l'autoroute E42 sur la Rue François Léon Bruyerre.

## Situation ferroviaire
Établie à 165 mètres d'altitude, la gare de Thiméon était située au point kilométrique (PK) 5,6 de la ligne 119, de Luttre à Châtelet, entre les gares de Viesville et de Gosselies.

## Histoire
Le point d'arrêt d'Azebois est mis en service le 3 janvier 1891 par les Chemins de fer de l'État belge sur la section de Luttre à Gosselies en service depuis le 1er juillet 1876. Il prend le nom de Thiméon le 1er juin 1897 et accède au range de halte en 1909.
Le bâtiment de la gare, commencé en 1913, est achevé au début de l'année 1914
Le service voyageurs est arrêté le 4 octobre 1953 sur la ligne 119. L'élargissement du Canal de Charleroi entraine le démantèlement de la ligne entre Thiméon et Luttre en 1956. Celle des marchandises perdure jusqu'au 16 septembre 1985 entre Jumet et Thiméon mais l'emplacement de la gare et du passage à niveau disparaît totalement pour la construction de l'autoroute A15-E42 vers 1970 ; la voie ferrée s'interrompait à la sortie des usines

## Patrimoine ferroviaire
Le bâtiment des recettes, totalement disparu, correspondait à une variante inédite du plan type 1893, avec un corps de logis de cinq travées. Les briques de parement étaient de couleur blanchâtre avec des briques de couleur naturelle pour les bandeaux et décorations, une répartition que l'on retrouve également sur la gare de Lichtervelde, un autre bâtiment construit en 1914.